# Ronny Olsson
Ronny Olsson (* 1. Oktober 1961 in Malmö) ist ein ehemaliger schwedischer Leichtathlet, der sich auf den Mittelstreckenlauf spezialisiert hat. Seinen größten sportlichen Erfolg feierte er mit dem Gewinn der Silbermedaille über 1500 Meter bei den Halleneuropameisterschaften 1988 in Stockholm.

## Sportliche Laufbahn
Erste internationale Erfahrungen sammelte Ronny Olsson im Jahr 1983, als er bei den erstmals ausgetragenen Weltmeisterschaften in Helsinki mit 1:49,72 min in der ersten Runde im 800-Meter-Lauf ausschied. Im Jahr darauf belegte er bei den Halleneuropameisterschaften in Göteborg in 1:48,75 min den fünften Platz und 1986 kam er bei den Halleneuropameisterschaften in Madrid mit 1:53,59 min nicht über den Vorlauf hinaus. Im August schied er dann bei den Freiluft-Europameisterschaften in Stuttgart mit 1:48,78 min und 3:50,17 min jeweils in der Vorrunde über 800 und 1500 Meter aus. Im Jahr darauf schied er bei den Halleneuropameisterschaften in Liévin mit 1:54,16 min im Vorlauf über 800 Meter aus und 1988 gewann er bei den Halleneuropameisterschaften in Budapest in 3:46,16 min die Silbermedaille im 1500-Meter-Lauf hinter dem Finnen Ari Suhonen. 1990 wurde er bei den Halleneuropameisterschaften in Glasgow in der Vorrunde über 1500 Meter disqualifiziert und beendete daraufhin seine aktive sportliche Karriere im Alter von 29 Jahren.
In den Jahren 1983, 1984 und 1986 wurde Olsson schwedischer Meister im 800-Meter-Lauf.

## Persönliche Bestleistungen
- 800 Meter: 1:46,28 min, 28. Juni 1984 in Oslo
  - 800 Meter (Halle): 1:46,77 min, 1. Februar 1987 in Stuttgart
- 1500 Meter: 3:39,66 min, 19. August 1986 in Malmö
  - 1500 Meter (Halle): 3:40,35 min, 31. Januar 1988 in Stuttgart